# Каневское водохранилище
Каневское водохранилище (укр. Канівське водосховище) — одно из шести крупных украинских водохранилищ на Днепре, расположенное частично в Киевской и частично в Черкасской области.

## Описание

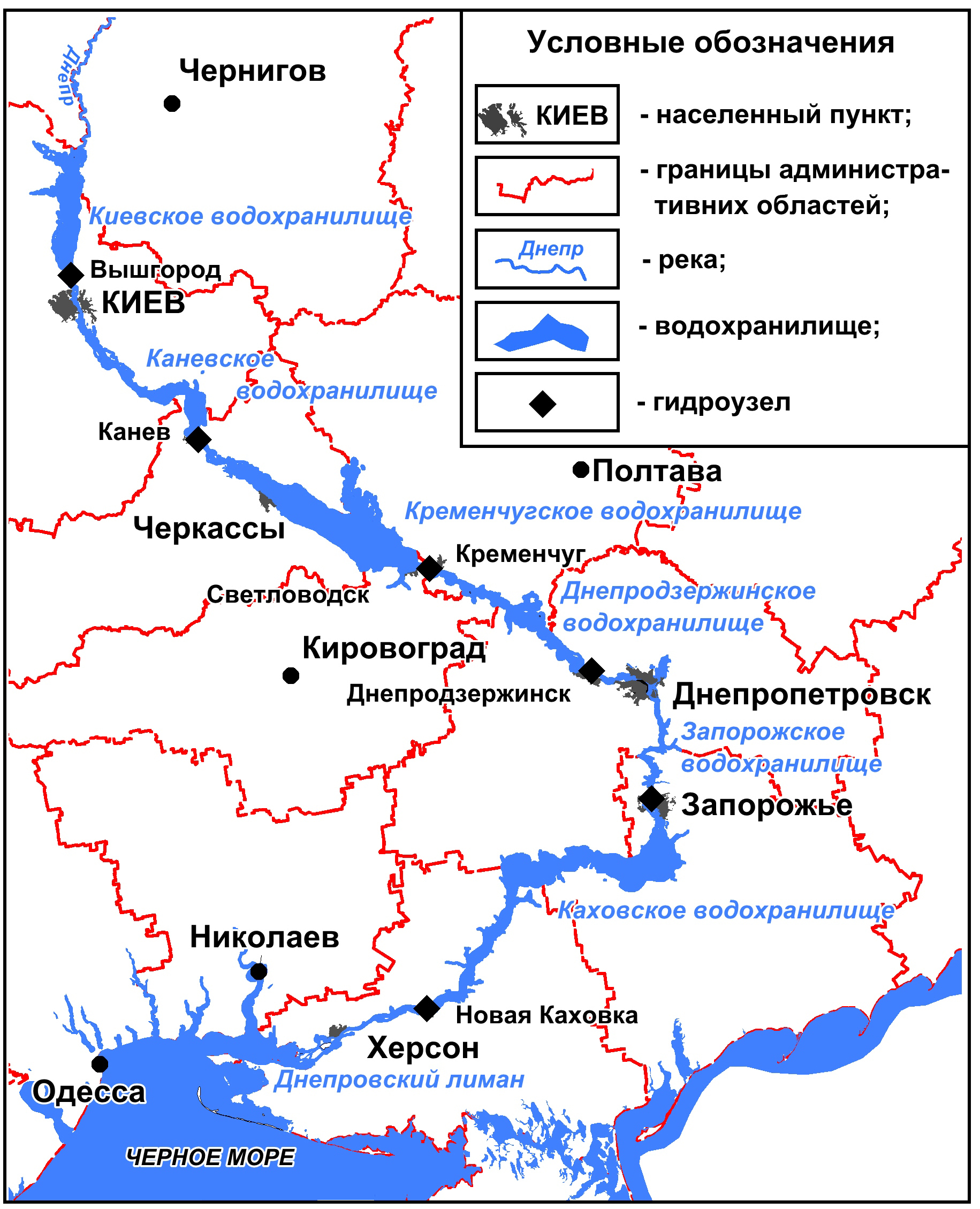
Каневское водохранилище в днепровском каскаде

Каневское водохранилище покрывает площадь 675 км² и содержит около 2,63 км³ воды. Его длина составляет 123 км при максимальной ширине 8 км. Наибольшая глубина составляет 21 м. У берегов Каневское водохранилище весьма мелкое. В него впадают реки Стугна и Трубеж. Наиболее крупными городами у Каневского водохранилища являются Киев (южные пригороды), Переяслав и Канев.
Плотина водохранилища находится в 1 километре на северо-запад от центра Канева. При ней имеются гидроэлектростанция и шлюз. Плотина была построена между 1972 и 1975 годами и является преимущественно крупной дамбой общей длиной в 16 км.
В ходе создания водоёма многие жители сопредельных посёлков были принудительным образом переселены.
Экономическая польза Каневского водохранилища является предметом ожесточённых споров. Много ценной сельскохозяйственной земли оказалось затопленной, а процесс переселения жителей был дорогим и трудным. Мощности созданной гидроэлектростанции едва ли хватает, чтобы компенсировать весь ущерб, возникший в связи с созданием водохранилища.
Водохранилище является местом для отдыха и рыбалки.